# Frankelohbach
Der Frankelohbach ist ein Zufluss des Feilebachs in der Talsperre Dröda im Vogtlandkreis im Freistaat Sachsen.

## Details
Der Frankelohbach gehört zum Flusssystem der Elbe. Er entspringt bei Bobenneukirchen und mündet in Bobenneukirchen mit einer Mündungshöhe von 446 m in die Talsperre Dröda.
Der Verlauf des etwa 2 km langen Gewässers beginnt mit der Quelle rund 200 m entfernt vom Ort Pfaffenberg und fließt in einer S-förmigen Schleife einhundert bis fünfhundert Meter nördlich der Straße von Bobenneukirchen nach Bösenbrunn. Der Bach fließt in den aufgestauten Feilebach, genauer in die Talsperre Dröda. Die Mündung liegt 200 m nördlich von Bobenneukirchen.